# Juan Vicente Estigarribia
Juan Vicente Estigarribia Borja (Villarrica, 22 de enero de 1788 - Ajos, 15 de julio de 1869) fue un naturalista y conocedor de la medicina que sirvió como médico personal del Dr. Francia y de la familia de Carlos Antonio López.

## Primeros años y educación
Nació en Villarrica el 22 de enero de 1788. También se menciona que su fecha de nacimiento fue el 26 de mayo del mismo año pero este dato está considerado un error. Por tradición se conoce que su padre se llamó Pedro Estigarribia y su madre, quien figura en su testamento, se llamó María Bárbara Borja. Su infancia estuvo marcada por la muy humilde condición económica de su familia. A los 7 años empezó a recibir clases con Ruperto Medina, el único maestro con que contaba Villarrica en aquel entonces.
Desde su juventud se interesó por la botánica y la medicina, estudiando la flora del país y las propiedades medicinales de las plantas nativas. Trabajó con los indígenas guaraníes de quienes aprendió una gran variedad de remedios. Empezó a ejercer como médico en Villarrica, ganándose gran popularidad en la zona y luego en Asunción donde se estableció hacia 1814.

## Labor profesional
Su carácter generó simpatía por parte del entonces dictador supremo del Paraguay Gaspar Rodríguez de Francia quien lo nombró su médico particular. Tal fue la relación que se convirtió en el único médico autorizado para entrar sin permiso a la habitación del dictador. El Dr. Dionisio González Torres expresa: "Atendió al dictador hasta sus últimos momentos, cuando expiró el 20 de septiembre de 1840. Además recogió su última voluntad. Al día siguiente, según cuenta la historia, reunió a los cuatro comandantes jefes de cuartles de la plaza y al alcalde de primer voto Manuel Antonio Ortiz para constituirse el gobierno provisorio bajo la presidencia de este último".
Además, fue médico de Carlos Antonio López y de su familia. Al estallar la Guerra de la Triple Alianza volvió a Villarrica. Actuó como cirujano de tropas antes de la llegada de médicos de Inglaterra. El 3 de septiembre de 1843 figura un pago hecho al Dr. Estigarribia en concepto de dos meses de sueldo a razón de 20 pesos mensuales. En octubre de 1865 volvió a prestar servicios, debido a una epidemia de sarampión. El 18 de agosto de 1865 se le concedió una pensión vitalicia de 30 pesos mensuales como antiguo médico y cirujano de tropas.
En 1866, fue llamado a atender la enfermedad del Mariscal López en Paso Pucú. En 1867, trabajó para contrarrestar la epidemia de cólera que se expandió por el país. En Asunción se lo reconocía por vestir un traje oscuro, sombrero de paja y llevar un bastón.

## Muerte
En Asunción en 1850, redactó su testamento donde dejaba sus libros y pertenencias a sus hermanos Juan Antonio, Pedro Pablo y María Dolores, a sus sobrinos y a su amigo Juan Antonio Bordón. En sus últimos años se trasladó a Coronel Oviedo junto a unos parientes. Falleció en julio de 1869 en Coronel Oviedo. Al culminar la guerra en 1870 sus restos fueron trasladados al cementerio del Mangrullo, en la actualidad parque Carlos Antonio López.